# Station Vienenburg
Station Vienenburg (Bahnhof Vienenburg) is een spoorwegstation in de Duitse plaats Vienenburg, in de deelstaat Nedersaksen. Het station was een belangrijk knooppunt ten noorden van de Harz, maar in de loop van de tijd is veel van die knooppuntfunctie verloren gegaan. Het stationsgebouw van Vienenburg is een van de oudste nog  bestaande stationsgebouwen van Duitsland.

## Locatie
Het bevindt zich enkele meters ten noorden van het centrum van Vienenburg, in de gemeente Goslar, aan het riviertje de Radau. Noordelijk van het stationsgebied bevindt zich het Vienenburger Meer en nog iets verder noordwestelijk de bergrug Harly-Wald.
Het station ligt tegenwoordig aan de kruising van de spoorlijnen Braunschweig - Bad Harzburg, Vienenburg - Goslar en Halle - Vienenburg.

## Geschiedenis
Op 1 augustus 1837 werd met de werkzaamheden aan de spoorlijn tussen het toenmalige Braunschweig Hauptbahnhof naar Wolfenbüttel door de Herzoglich Braunschweigische Staatseisenbahn begonnen. Het was de eerste spoorlijn in het Hertogdom Brunswijk. De spoorlijn werd via Börßum, Schladen en Vienenburg verder naar Bad Harzburg verlengd en op 1 december 1838 in gebruik genomen. Gelijktijdig met de bouw van de spoorlijn werden ook de stationsgebouwen gebouwd. Tot 1967 was het station een eilandstation, wat tegenwoordig op een aantal plekken te herkennen is.

## Beschrijving

### Stationsgebouw

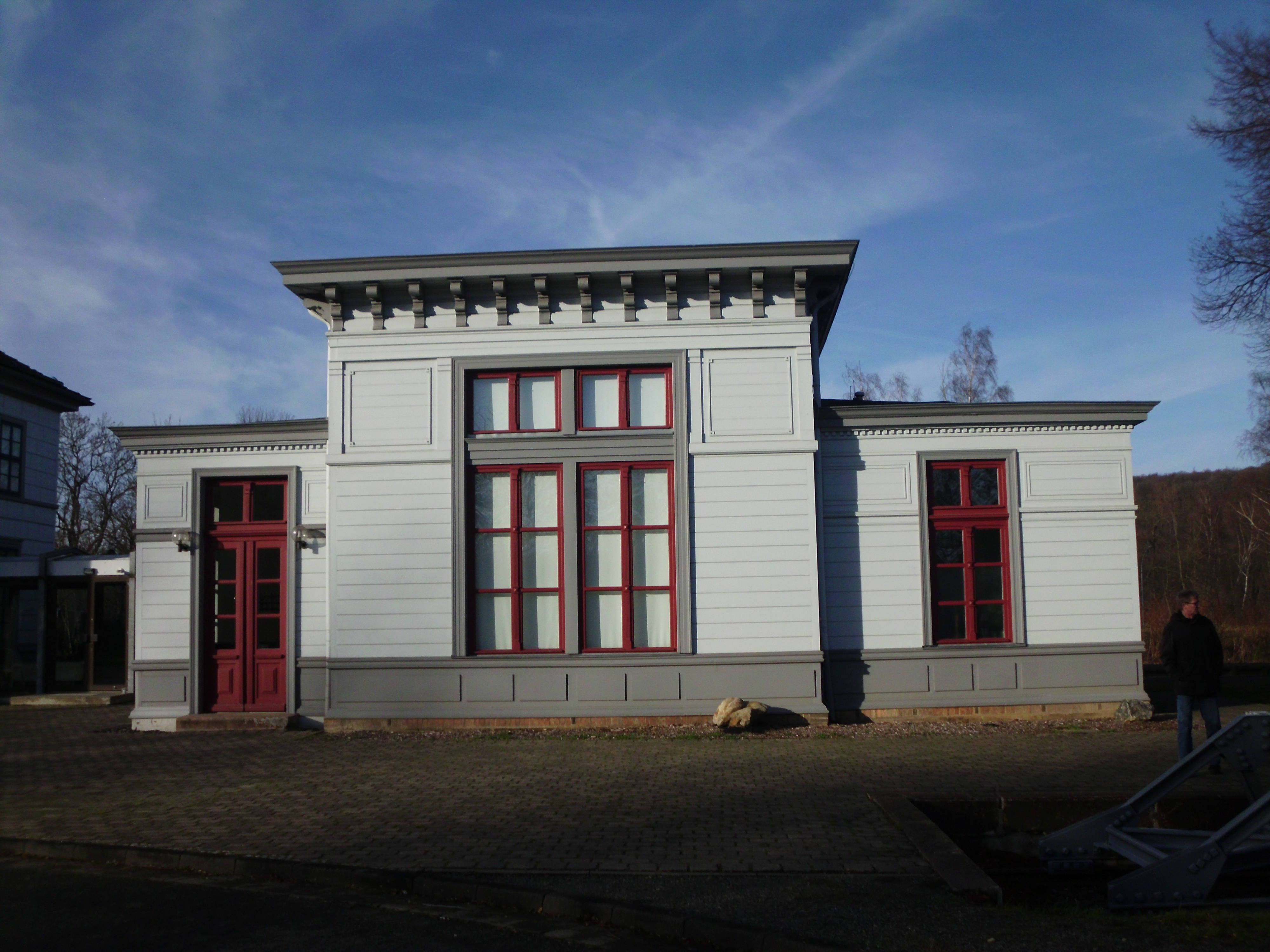
Kaisersaal (2014)

Het tussen de jaren 1838 tot 1840 gebouwde stationsgebouw bestaat uit een langwerpig, ongeveer rechthoekig bouwwerk (het middelste gedeelte is iets verzonken in het gebouw) met twee etages en een van dakpannen voorzien schilddak. Het stenen gebouw beschikt over 13 raamassen en in het midden een centrale gang met aan beide zijde deuren. Hierdoor kan men vanaf het stationsplein via de wachtruimte naar het hoofdperron.
Naast het stationsgebouw staat een gebouw dat met een gang verbonden is met het stationsgebouw. Dit gebouw is de zogenaamde Kaisersaal, die gebruikt werd door keizer Wilhelm I van Duitsland bij zijn verblijf in Vienenburg op 15 augustus 1875. De zaal kan tegenwoordig voor feesten en partijen gehuurd worden.
Het stationsgebouw herbergt een café, een openbare bibliotheek, de VVV en een ruimte voor een spoorwegmuseum.
Het gebouw heeft een monumentale status.

### Andere gebouwen
In de stationsomgeving bevinden zich meerdere seinhuizen, die tegenwoordig grotendeels functieloos zijn.

### Emplacement
Het stationsgebouw bezit tegenwoordig over drie doorgangssporen, waarvan één zijperron langs het stationsgebouw en één eilandperron. De perrons zijn verbonden via een voetgangersbrug. Verder zijn er nog voormalige rangeer- en opstelsporen, die tegenwoordig door het lokale spoorwegmuseum gebruikt worden.

## Huidige situatie

### Verbindingen
Op het station halteren treinen van erixx en Transdev Sachsen-Anhalt. Hiervoor wordt sinds 13 december 2015 dieseltreinstellen van het type Baureihe 622, 640, 648. In het weekend bestaat er sinds 14 december 2014 met de Harz-Berlin-Express een directe langeafstandsverbinding richting Potsdam en Berlijn.
De volgende treinseries doen het station Vienenburg aan:
| Serie  | Treinsoort                                  | Route | Bijzonderheden                                 |
| ------ | ------------------------------------------- | --- | ---------------------------------------------- |
| HBX    | HarzBerlinExpress (Transdev Sachsen-Anhalt) | Berlin Ostbahnhof – Berlin Hbf – Potsdam Hbf – Gethin – Burg (Magdeburg) – Magdeburg Hbf – Oschersleben (Bode) – Halberstadt – [ Wernigerode – Vienenburg – Goslar ] / [ Wegeleben – Quedlinburg – Thale Hbf ] | Enkele treinen in het weekend en op feestdagen |
| HEX 4  | HarzElbeExpress (Transdev Sachsen-Anhalt)   | Halle (Saale) Hbf – Könnern – Sandersleben – Aschersleben – Gatersleben – Halberstadt – Wernigerode – Vienenburg – Goslar                                                                                      | Eenmaal per twee uur                           |
| HEX 21 | HarzElbeExpress (Transdev Sachsen-Anhalt)   | Magdeburg Hbf – Oschersleben – Halberstadt – Wernigerode – Vienenburg – Goslar | Eenmaal per twee uur                           |
| RB 42  | Regionalbahn (Erixx)                        | Braunschweig Hbf – Wolfenbüttel – Vienenburg – Bad Harzburg | Gekoppeld aan RB 43 in Vienenburg              |
| RB 43  | Regionalbahn (Erixx)                        | Braunschweig Hbf – Wolfenbüttel – Vienenburg – Goslar | Gekoppeld aan RB 42 in Vienenburg              |

### Modernisering
Vanaf maart 2014 vonden er in Vienenburg in kader van het programma "Niedersachsen ist am Zug II" (NIAZ II) omvangrijke werkzaamheden plaats. Daarbij hoorde de bouw van twee liften, de verhoging van de perrons naar 55 centimeter, vernieuwing van de verlichting evenals het plaatsen van tweetal abri's, afvalbakken, klokken en digitale displays met actuele reisinformatie. De modernisering kostte ongeveer €2,7 miljoen en werd onder andere door de Deutsche Bahn, de staat en de Regio Braunschweig betaald. In mei 2016 werden de werkzaamheden afgesloten met het in gebruik nemen van de liften.

## Spoorwegmuseum

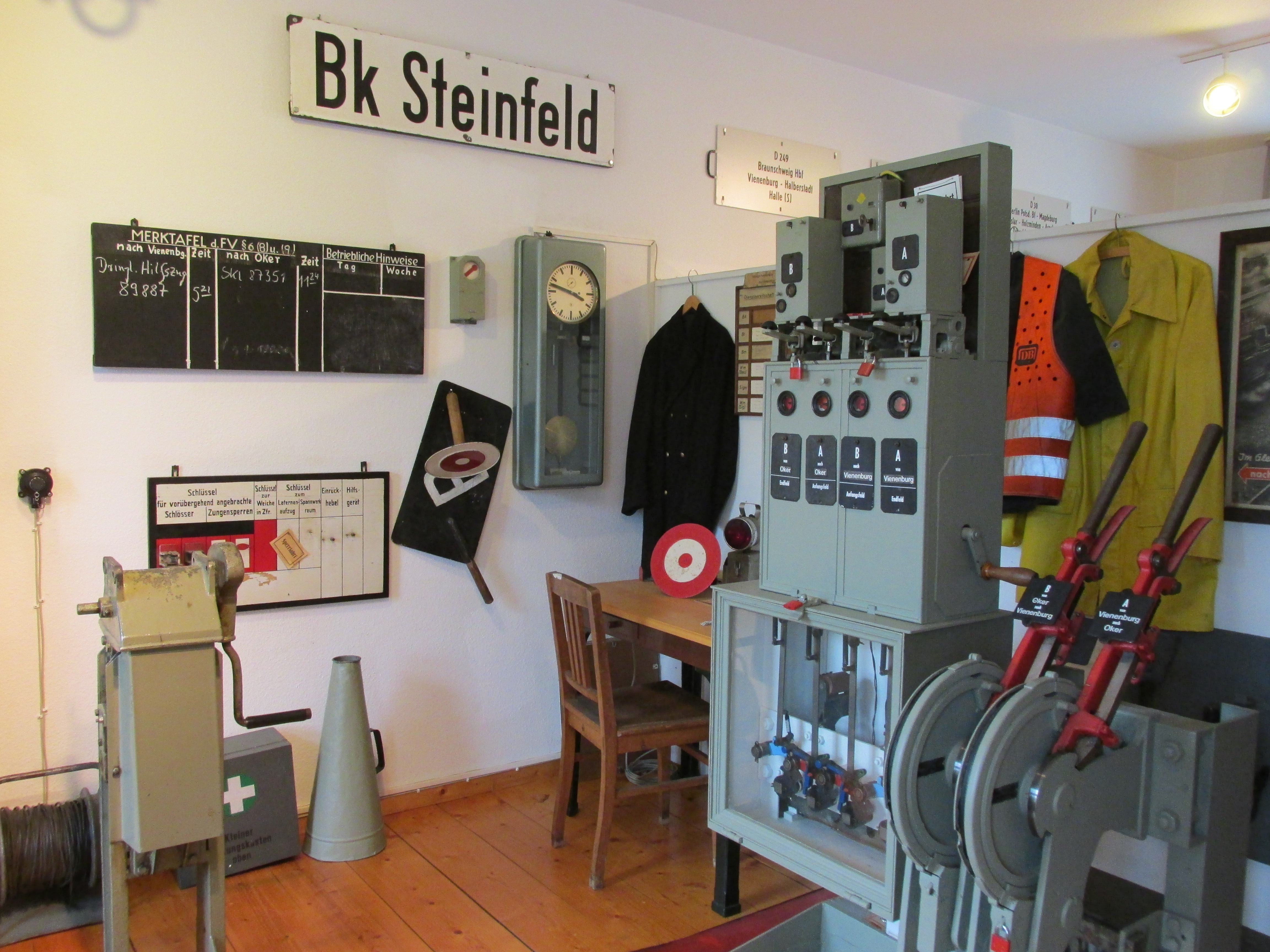
Blik op de verzameling van het spoorwegmuseum (2014)

Het Spoorwegmuseum Vienenburg bevindt zich ten noordoosten van het stationsgebouw op een terrein dan niet meer voor treinverkeer wordt gebruikt. De treinen zijn opgesteld op voormalige rangeer- en opstelsporen en er wordt gebruikgemaakt van oude spoorgebouwen.
Het museum bezit met de locomotief 52 1360 nog een dienstvaardige stoomlocomotief van het type DRB Baureihe 52, die in 1943 is gebouwd door Borsig in Berlijn als een zogenaamde Kriegslokomotive (oorlogslocomotief).